# Harvey Shapiro
Harvey Shapiro (Nova York, 22 de juny, 1911 - Idem. 25 d'octubre, 2007), va ser un violoncel·lista i professor nord-americà.

## Biografia
El seu debut professional va ser el 1935 a l'Ajuntament de Nova York. Després d'això, va ser escollit per Arturo Toscanini per tocar a la secció de violoncel de l'Orquestra Simfònica de la NBC, amb la qual cosa es va convertir en el seu director el 1943. També va ser membre fundador dels seus conjunts de cambra associats, el "Primrose Quartet" i "NBC Trio".
Després de deixar la NBC Symphony el 1946, Shapiro va actuar prolíficament com a músic d'estudi i músic de cambra. El 1947 va ser membre fundador del "WQXR Radio Quartet", que va tocar les estrenes internacionals i americanes d'obres de diversos compositors fins a la seva dissolució el 1963. A partir de 1970, Shapiro es va centrar en l'ensenyament. Va ensenyar a la Juilliard School i va donar classes d'estiu i classes magistrals a altres llocs dels Estats Units, Canadà i Europa; continuant fins al 2006. Va morir el 2007.
Infància i educació

Harvey Shapiro va néixer a la ciutat de Nova York de pares immigrants russos el 1911. Va començar les classes de violoncel als 7 anys amb Willem Willeke. Willeke va ser el director del South Mountain Music Festival i la Walter W. Naumburg Foundation, així com el president de "The Bohemians", un club de música de Nova York. Va ser convidat als 8 anys a estudiar amb Julius Klengel a Alemanya, però es va veure obligat a declinar a causa de la manca de recursos econòmics de la seva família. Durant un temps, les dificultats econòmiques van fer que Shapiro i la seva família es traslladessin a San Francisco; més tard va tornar a la ciutat de Nova York on es va establir definitivament.
Als 9 anys, Shapiro va guanyar una beca per estudiar a l'Institut d'Art Musical, la institució predecessora de la Juilliard School. Després de graduar-se, va guanyar el Premi Loeb el 1932, seguit del Premi Naumburg el 1935. També va guanyar la beca Willem Willeke per continuar els estudis de postgrau a Juilliard, amb una beca en direcció.

## Carrera inicial
Shapiro va fer el seu debut professional a l'Ajuntament de Nova York l'11 de novembre de 1935. El seu company de recital va ser el pianista Harry Kaufman. Mentre que Harold A. Strickland del Brooklyn Times-Union va valorar el to de Shapiro com "encara no agradable de textura" i va criticar les seves habilitats interpretatives com "limitades", Winthrop Sargeant del "Brooklyn Daily Eagle" va ser més positiu:
| « | "Es va poder percebre que el Sr. Shapiro és un jove músic talentós i reflexiu, encara no capaç d'interpretar les grans obres del repertori amb tota l'autoritat d'un artista madur, però, tanmateix, mostrant la serietat de propòsits i l'enginy mecànic que prometen bé per al futur." | » |

## NBC Symphony i Primrose Quartet
El 1937, Shapiro va ser seleccionat per Arturo Toscanini per unir-se a la secció de violoncel de l'Orquestra Simfònica de la NBC; va ser nomenat violoncel principal el 1943 i va romandre amb el conjunt fins a 1946.
Durant la dècada de 1930, Shapiro també va tocar en orquestres al Radio City Music Hall i a l'Exposició Mundial de Nova York.
El 1939, William Primrose va fundar el "Primrose String Quartet", els membres del qual eren tots col·legues de la NBC Symphony. Shapiro va ser un dels membres fundadors del quartet, que també eren tots veïns del mateix edifici d'apartaments, tocant amb ells fins que es van separar el 1942. Tot i que van ser aclamats com un dels grans quartets de corda de la seva època, els Primrose's la discografia és petita; Els plans per gravar un cicle sencer dels quartets de corda de Beethoven van ser cancel·lats per l'entrada nord-americana a la Segona Guerra Mundial. Shapiro també va tocar en un conjunt anomenat NBC Trio, amb el violinista Josef Gingold i el pianista Earl Wild.

## A WQXR
De 1947 a 1963 Shapiro va actuar amb el Quartet de ràdio WQXR; els seus companys eren Hugo Fiorato, Harry Glickman (violins) i Jack Braunstein (viola). El quartet va tocar i va emetre les estrenes d'obres de Sergei Rachmaninoff, Darius Milhaud, Peggy Glanville-Hicks i Carl Stamitz. També van tocar l'estrena americana del Quartet de corda d'Anton Bruckner, una actuació que va ser organitzada en col·laboració amb l'editor de la partitura, C. F. Peters. El Quartet de ràdio WQXR també va participar en la primera emissió estereofònica de la seva emissora homònima el 1952.

L'any 1962, l'emissora va dissoldre el quartet com a conseqüència de la manca de patrocinis i la seva incapacitat per "portar el seu propi pes". La determinació va ser controvertida entre els estudiants de la Universitat de Colúmbia, que van distribuir fulletons criticant el moviment:
| « | "Des de Toscanini, [el WQXR Radio Quartet] ha estat l'últim baluard de la bona música en directe a l'aire. […] No cal dir que, a causa de les actuacions excepcionals del quartet i els estàndards superiors, aquestes emissions setmanals s'han convertit en una de les hores d'escolta més esperades per a aquells que busquen les millors actuacions en l'àmbit de la música de cambra. Els estudiants també van instar els seguidors a demanar a l'emissora i al seu propietari, el New York Times, que rescindís la baixa del Quartet de ràdio WQXR. | » |

## Músic d'estudi
Al llarg del seu mandat a WQXR, Shapiro va continuar actuant com a solista i músic d'estudi. El 12 de juliol de 1954, Shapiro va fer un duet amb Oscar Shumsky en un episodi de "The Voice of Firestone" que estava dedicat a la música i la memòria d'Idabelle Smith Firestone, compositora i vídua de Harvey S. Firestone. El programa es va emetre per ABC. Els seus solos en un LP de RCA Victor de 1961 amb Leopold Stokowski dirigint la Simfònica de l'Aire, que estava formada per antics membres de l'Orquestra Simfònica de la NBC, van guanyar els elogis del violoncel·lista del San Francisco Examiner, que el va anomenar "un artista de primer nivell". i mestre del seu instrument." La interpretació de Shapiro del solo de violoncel en una gravació del Concert per a piano núm. 2 de Johannes Brahms que va fer amb el pianista Artur Rubinstein va rebre les felicitacions de l'enginyer de discos John Pfeiffer, així com del seus seguidors de la Simfonia de la Músics de l'aire.
Shapiro també va gravar com a solista amb Victor Records, Columbia Records, American Decca Records i Nonesuch Records.

## Carrera posterior
El 1970, per recomanació de Leonard Rose, Shapiro va ser nomenat professor de violoncel a la Juilliard School. Originalment havia de substituir a Rose de manera temporal mentre aquest últim estava de gira amb Isaac Stern i Eugene Istomin en un trio de piano, però finalment va ocupar el seu càrrec durant més de trenta anys. Tenia poca experiència ensenyant abans del seu nomenament. També va ensenyar a la "Summer Chamber Music School" de la Universitat de Maine i a la "Johannesen International School of the Arts" de Victòria, Colúmbia Britànica; a l'antiga institució va substituir Raya Garbousova, que volia passar temps amb la seva família durant l'estiu en lloc d'ensenyar.

Mentre ensenyava a la Colúmbia Britànica, Shapiro va donar recitals al "McPherson Playhouse" commemorant el 50è aniversari del seu debut professional el 10 d'agost de 1986 i el seu 80è aniversari el 1991. Va ser associat, respectivament, amb les pianistes Ruth Laredo i Jane Hayes.[23] En l'antic concert, Shapiro va tocar malgrat les costelles trencades i un múscul trencat per una caiguda uns dies abans. No obstant això, Audrey Johnson, del Times-Colonist, va aprovar la seva interpretació, i va escriure que "tocava el violoncel com si les seves mans i els seus braços fossin part del seu instrument, una extensió del seu instint musical i una profunda comprensió". Un altre crític. per al mateix diari, Mikki Reintjes, va escriure sobre el recital del 80è aniversari de Shapiro el 1991:
| « | "Si alguna vegada un concert a Victòria va ser mereixedor d'adulació i respecte, va ser el recital de violoncel sol de diumenge a la nit que Harvey Shapiro va oferir al McPherson Playhouse […] El que va impressionar més de Shapiro no va ser només la seva eloqüència tècnica i delicadesa, sinó la l'art no forçat amb el qual actuava. No hi va haver cap espectacle ni trucs en aquesta actuació. L'actuació de Shapiro contenia algunes de les cançons més honestes que els victorians han tingut el privilegi d'escoltar. […] [Els colors de to que Shapiro va treure del seu violoncel eren senzillament sorprenents. | » |

Shapiro va ser un dels intèrprets del concert de gala del 70è aniversari de la Fundació Naumberg l'11 de desembre de 1996. Va ser el més gran de tots els guanyadors del Premi Naumberg del programa.
Va continuar sent un professor actiu als seus 90 anys, malgrat els problemes de salut, incloent artritis, malucs trencats, problemes de vista i càncer. Va idear digitacions alternatives per tal de mitigar la seva artritis. El març de 1998 va oferir un recital molt ben rebut al "Prinzregententheater" de Munic. Va continuar donant classes magistrals a Europa, sobretot a Salzburg, Viena, Engelberg i Florència fins al 2006.

## Ensenyament
El renom de Shapiro com a professor va fer que els estudiants i col·legues l'esmentessin com a "metge violoncel". Mstislav Rostropovich va dir que Shapiro era el "més gran professor de violoncel del món". Entre els observadors a les seves classes hi havia altres instrumentistes, així com col·legues professionals, inclòs en una ocasió el "Quartetto Italiano". Jeremy Denk també va estudiar amb Shapiro breument, informant que havia après a utilitzar el rubato d'ell.

Shapiro va desenvolupar una reputació entre alguns dels seus estudiants pel seu temperament i l'ús de la blasfemia. També va dir als estudiants que ignoraven les seves lliçons que busquessin altres professors. Un dels seus estudiants, James Kreger, va escriure que els mètodes de Shapiro eren ben intencionats:
| « | "Pot ser molt dur per a algú que espera ser elogiat tot el temps. Però més tard, t'adones del valor de tot el que diu. […] Al mateix temps, hi havia alguna cosa que sabia que em feia tocar millor. Moltes vegades tornava a casa després d'una lliçó molt dura, sabent que, a la lliçó, realment em va fer tocar molt millor, i treia el violoncel de seguida i tocava. I una part d'això es va traslladar a la lliçó, per a la meva sorpresa. Per descomptat, n'he perdut una part un o dos dies després, però una part es va enganxar. A poc a poc, cada cop, vaig retenir més i més, i això no ho vaig sentir amb altres professors." | » |

Un altre antic alumne va ser Stefan Reuss, que més tard esdevingué violoncel principal de l'Orquestra Filharmònica de Rochester. En la seva joventut es trobava a Illinois i es va inscriure en un programa d'estudis a l'estranger de la seva Alemanya natal quan va conèixer Shapiro, que el va convidar a la ciutat de Nova York per convertir-se en el seu estudiant:
| « | "Shapiro va reunir tots els diferents aspectes de tocar el violoncel per a mi. Va ensenyar no només la tècnica, sinó la importància del so." | » |

En una entrevista de 1972, Shapiro va explicar la seva filosofia de l'ensenyament:
| « | "Bé, certament no ensenyo només a inculcar la tècnica. M'encanta la música. Per descomptat, cal tenir una tècnica que li permeti fer el que vulgui, però no ha de ser el final de tot. Els meus alumnes han de desenvolupar un to decent, amb una peça de música, no amb un exercici. I han de tenir la tècnica per a un bon canvi, lliscament, inclinació, vibrato, glissandi. Però tot això condueix directament a la interpretació, precisament on cal atenció personal." | » |

## Instrument
Shapiro tocava el violoncel "Saphir", ara també conegut com "Ex-Shapiro", que va ser fet l'any 1727 pel luthier Matteo Goffriller. El 2006, Shapiro va escoltar el seu company de violoncel·lista Daniel Müller-Schott en una emissió de ràdio d'un concert que s'havia fet al Carnegie Hall. Müller-Schott, que aleshores estava a l'inici de la seva carrera, va conèixer més tard Shapiro, que li va oferir vendre el "Saphir" per 2.000.000 de dòlars (equivalent a 3.022.780 de dòlars el 2023). En veure per primera vegada el "Saphir", Müller-Schott va recordar sentir "amor a primera vista" i va comprar l'instrument amb l'ajuda d'un patrocinador. Va dir que se sentia "honrat i mogut" per ser-ne propietari.

## Vida personal
Shapiro va estar casat amb la violinista Rena Robbins des de 1947 fins a la seva mort el 1980. Va ser violinista a la Metropolitan Opera Orchestra.
Segons ell, fumava i bevia whisky amb regularitat perquè el seu mestre Willeke també ho havia fet.
Shapiro va morir a Nova York el 25 d'octubre de 2007. Segons els seus desitjos, no es va fer cap funeral o servei commemoratiu.

## Discografia
- Harvey Shapiro Recital in Japan. DiscArt DACD-973.
- The Art of Nathan Milstein. EMI Classics.
- Primrose Quartet (treballs per Haydn, Schumann, Smetana, Brahms i Tchaikovsky). Biddulph Records.

Exhaurit
- Dmitri Shostakovich and Richard Strauss cello sonatas, Harvey Shapiro, cello i Jascha Zayde, piano. Nonesuch LP record, H-71050
- Rachmaninoff, Cello Sonata in G Minor, Op. 19, Kodaly, Sonata Op. 4 for Cello i Piano, Harvey Shapiro, cello i Earl Wild, piano. Nonesuch LP record H-71155
- Luigi Boccherini, String Quintets Op. 13 No. 5 in E, Op. 20 No. 4 in F, Op. 37 No. 2 in g, l'Stradivari Quartet with Harvey Shapiro, 2nd cello. Musical Heritage Society LP record, MHS 645
- Luigi Boccherini, String Quintets Op. 37 No. 1 in C, Quintet in C, Op. 47 No. 1 in a, l'Stradivari Quartet with Harvey Shapiro, 2nd cello. Musical Heritage Society LP record, MHS 694
- Haydn, Symphony No. 95 in c (amb violoncel sol al trio), Fritz Reiner i "His Symphony Orchestra", Harvey Shapiro, cello. RCA LSC-2742/LM-2742. [1964]
- Hindemith: Eight Pieces for String Quartet, Radio Artists String Quartet (Harold Glickman, Hugo Fiorato, violins, Jack Braunstein, viola, Harvey Shapiro, cello). Circle Records LP record L-51-100. [1951]